# Ozyptila sakhalinensis
Ozyptila sakhalinensis là một loài nhện trong họ Thomisidae.
Loài này thuộc chi Ozyptila. Ozyptila sakhalinensis được miêu tả năm 1990 bởi Ono, Yuri M. Marusik & Dmitri Viktorovich Logunov.